# مجاعة نووية
المجاعة النووية هي مجاعة مفترضة تعتبر تهديدًا محتملًا تاليًا لحدوث صراع نووي عالمي أو إقليمي. يعتقد أنه حتى تأثيرات التبريد الطفيفة الناتجة عن الصراع النووي الإقليمي يمكن أن يكون لها تأثير كبير على الإنتاج الزراعي، مما قد يؤدي إلى أزمة غذائية بين الناجين في العالم.
في حين أن الإيمان بفرضية «الشتاء النووي» شائع وخضع للنقاش بشدة، غير أن قضية انقطاع الإمدادات الغذائية المحتمل كنتيجة للانفجار والتداعيات التالية للحرب النووية أقل إثارة للجدل. كُتبت العديد من الكتب حول قضية الإمدادات الغذائية، بما في ذلك كتيب الحماية من التسرب النووي، وكتاب مهارات البقاء على قيد الحياة في الحرب النووية، وكتاب هل سترث الحشرات الأرض ومواضيع أخرى تهم أولئك الذين يقلقون بشأن الحرب النووية، ومؤخرًا كتاب عن الشتاء النووي الحاد والإجراءات المضادة لتأثير المذنب بعنوان يغذي الجميع مهما حدث.
ركزت المزيد من المجلدات الرسمية، جنبًا إلى جنب مع هذه النصوص التمهيدية إلى حد كبير، على التنظيم والزراعة والبيئة الإشعاعية بما في ذلك كتاب التغذية في بيئة ما بعد الهجوم الذي أصدرته مؤسسة راند، واستمرارية مخططات الحكومة لمنع المجاعة في كتاب بعنوان حول إعادة التنظيم بعد الهجوم النووي، وكتاب السكان المنتقلين في الولايات المتحدة بعد هجوم نووي لكاتبه يوجين ويغنر الحائز على جائزة نوبل، في حين أن تلك التي تركز فقط على البيئة الإشعاعية والزراعة تتضمن كتاب آثار إشعاعات التسريب النووي على إنتاج المحاصيل، وكتاب التسريب النووي الإشعاعي في التربة والنباتات، وكتاب التدابير المضادة العملية التي كان من المفترض اتخاذها على المستوى الفردي بعنوان الحماية من التداعيات الإشعاعية على الحقول.

## الأعمال الأولى
كان أحد الأعمال الأولى لمناقشة مشكلة التسريب النووي، والزراعة، والغذاء والإمدادات هو كتاب نشره هيرمان كان عام 1960 عن الحرب النووية الحرارية. جادل كان بأنه في حين أن الحرب الشاملة ستكون بالفعل «كارثة غير مسبوقة»، فإنه لا يجب إهدار الطعام الملوث بشكل قليل أو متوسط لأن تناول مثل هذا الطعام من قبل كبار السن لن يؤدي إلى أي زيادة ملحوظة في السرطان في هذه المجموعة. يعود ذلك إلى حقيقة أنه، مثل المواد المسرطنة الشائعة الأخرى كدخان السجائر، لا تظهر السرطانات على الفور بعد التعرض للإشعاع أو على وجه التحديد من الغبار النووي؛ إنما يكون للسرطان فترة كمون لا تقل عن 5 سنوات، وهو ما يدعمه بحث المشروع 4.1. ولهذا السبب يمكن للمسنين تناول طعام ملوث بدرجة بسيطة إلى متوسطة دون حدوث تأثير يذكر، في حال حدوثه، مما يسمح بترك أكثر الأطعمة غير الملوثة للأجيال الشابة.

## لمحة عامة
اجتمع بين عامي 1983-1985، أكثر من 300 عالم فيزيائي وجوي وزراعي وبيئي من أكثر من 30 دولة حول العالم، في فترة زمنية كانت خلالها فرضية «الشتاء النووي» ما تزال بشكل ملحوظ في مرحلة النموذج الحاسوبي «التنبؤي» 1-د الأولى، للمشاركة في اللجنة العلمية المعنية بمشاكل البيئة- مشروع الآثار البيئية للحرب النووية (سكوب-إنووار). قيم هذا المشروع العواقب العالمية للحرب النووية، ونتج عنه إصدار كتاب من مجلدين بعنوان العواقب البيئية للحرب النووية، يوضح بالتفصيل الآثار الفيزيائية والجوية والبيئية والزراعية لحرب نووية كبرى. من المتوقع، وفقًا للكتاب، أن مليارات الناجين في أعقاب الحرب النووية، حتى في البلدان غير المقاتلة، قد يعانون من انخفاض الإمدادات الغذائية (إذا لم يتم تنفيذ استمرارية التدابير المضادة الحكومية) مما سيغرق الناجين في «مستويات هائلة من سوء التغذية والمجاعة»، وفي أوضاع مزرية، «من المتوقع أن ينجو فقط جزء صغير من سكان العالم الحاليين لبضع سنوات».
يمكن أن تحدث العديد من العمليات التي قد تؤدي إلى نقص هائل في الغذاء على نطاق عالمي. في البداية، قد تدمر المحاصيل والأغذية المخزنة والإمدادات الزراعية مثل الأسمدة ومبيدات الحشرات على الفور في الانفجارات النووية؛ يمكن أن يجعل التلوث النووي للتربة والهواء والماء الغذاء غير آمن للأكل، والمحاصيل غير قادرة على النمو بشكل صحيح؛ ويمكن للحرائق التي لا يمكن السيطرة عليها أن تعيق الأنشطة الزراعية أو أنشطة جمع الأغذية العادية. وتوقع الخبراء أنه في السنوات القليلة الأولى التي ستعقب الحرب النووية، قد تؤدي العمليات الأكثر تعقيدًا، مثل شل الاقتصاد الدولي والنظم التجارية، وانهيار شبكات نقل وتوزيع الأغذية العالمية، وفقدان حوافز التصدير والاستيراد، والضغط المناخي الشديد على النظم الزراعية البيئية، وما يرتبط بها من فوضى واضطراب في المجتمع، إلى تصعيد مشكلة نقص الغذاء.
بعد نشر العواقب البيئية للحرب النووية، ظهرت المزيد من الدراسات على أساس نمذجة وتحليل الصراعات النووية الافتراضية بين الدول المسلحة نوويًا. توضح استنتاجات هذه الدراسات أن الحرب النووية هي طريق مدمر ذاتيًا باتجاه المجاعة الجماعية، ورددت البيان الصادر في كتاب الآثار الطبية للحرب النووية، وهو منشور صادر عن الأكاديمية الوطنية للعلوم، بأن «الآلية الوظيفية لحدوث الوفيات البشرية لن تكون على الأرجح من آثار الانفجار، أو من الحروق الإشعاعية الحرارية، أو إشعاع التأيين، إنما، بدلًا من ذلك، ستكون من المجاعة الجماعية».
في حين أن العدد الإجمالي للأسلحة النووية العالمية قد انخفض بنسبة الثلثين بعد معاهدة الحد من الأسلحة الاستراتيجية بين الولايات المتحدة والاتحاد السوفيتي (ستارت) مقارنة بأوائل الثمانينيات، يشعر بعض الخبراء أن خطر الصراع النووي لم ينخفض، لكنه ارتفع بدلًا من ذلك. يعود ذلك إلى الانتشار النووي حيث أن مزيدًا من الدول مثل الهند وباكستان وكوريا الشمالية لديها الآن ترسانات نووية، مما يزيد من خطر نشوب صراعات نووية إقليمية. تعد التوترات العسكرية المتزايدة والحوادث والتخريب والهجمات الإلكترونية جميعها نقاط انطلاق محتملة للاضطراب النووي الهائل والمجاعة الإقليمية، إن لم تكن العالمية.

## تأثيرات الشتاء النووي على النظم الزراعية البيئية
وفقًا للدراسات الخاطئة التي أجريت في وقت مبكر من ثمانينيات القرن العشرين، كان من المتوقع أن الحرب النووية الأمريكية السوفيتية ستنتج الكثير من الدخان الحاجب للضوء في الغلاف الجوي لدرجة حدوث أشهر أو سنوات من «الشتاء النووي» وتوقف حاد لأي نشاط زراعي في نصف الكرة الشمالي. كان ذلك على رأس المخاوف المبالغ فيها بشأن توسع الضباب الدخاني للأوزون الكيميائي الضوئي السام في جميع أنحاء العالم نتيجة الانفجارات النووية عالية الطاقة، والتي كان من المتوقع أن تؤدي إلى ظروف بيئية مدمرة للغاية للنباتات الأرضية وتكاثر العوالق البحرية، بحيث تتأثر المحاصيل والمحاصيل البحرية بشكل ضار.
حلل علماء الأحياء منذ فترة طويلة أن عددًا من العوامل الناتجة عن «الشتاء النووي» ستحدث تأثيرًا كبيرًا على الزراعة. على سبيل المثال، يمكن أن تؤدي الحرب النووية في مواسم الزراعة إلى نوبات مفاجئة من درجات الحرارة المنخفضة (-10 درجة مئوية أو أكثر) لمدة أيام تمتد إلى أسابيع، وبالإشارة إلى «عام بدون صيف» في عام 1816، فإن حوادث التجميد قادرة على تدمير كمية كبيرة من المحاصيل. بالإضافة إلى ذلك، من المحتمل أن تصبح مواسم الزراعة أقصر، كما أفاد روبوك وآخرون.، الذي حسب أن حربًا نووية إقليمية بين الهند وباكستان ستخفض بشكل كبير من موسم الزراعة الخالي من التجمد في نصفي الكرة الأرضية الشمالي والجنوبي لعدة سنوات وتدمر المنتجات الزراعية حيث لا يتوفر للمحاصيل الوقت الكافي للوصول إلى مرحلة النضج.
في المقابل، فإن النظم البيئية البحرية الطبيعية، وهي مورد رئيسي للغذاء للمجتمعات البشرية، أقل عرضة للانخفاض المفاجئ في درجات الحرارة. ومع ذلك، فهي حساسة للغاية لانخفاض ضوء الشمس الساقط وزيادة مستوى الأشعة فوق البنفسجية-ب. في حالة نشوب حرب نووية واسعة النطاق، من المتوقع أن يؤدي انخفاض الأوزون بنسبة 25% فقط إلى زيادة الأشعة فوق البنفسجية-ب التي تقلل من صافي التمثيل الضوئي في المنطقة السطحية المضاءة بنسبة 35%، وفي المنطقة المضاءة بأكملها بنسبة 10% (يقصد بالمنطقة المضاءة أعماق المحيط ذات المستويات الضوئية الكافية لعملية التمثيل الضوئي النشطة). مع انخفاض مماثل في الضوء المتاح لعملية التمثيل الضوئي، كان من المتوقع في كتاب عام 1985 أن تنخفض أعداد العوالق النباتية، حتى أن العلماء تكهنوا بأن معظم العوالق النباتية والعوالق الحيوانية العاشبة (التي تتغذى على العوالق النباتية) في أكثر من نصف محيطات نصف الكرة الشمالي سيموت. حددت التقييمات الأحدث لقضايا طبقة الأوزون المحتملة الحدوث الناتجة عن الكرات النارية النووية، أن هذه الافتراضات السابقة لا أساس لها من الصحة على الإطلاق. وفقًا للبنك الدولي، فإن المحيط يزود سكان العالم بنسبة 16% من استهلاكهم من البروتين الحيواني؛ وبالنظر إلى أن سلاسل الغذاء البحرية مبنية على التمثيل الضوئي للعوالق النباتية، فإن الحروب النووية واسعة النطاق، في نماذج وكتب ثمانينيات القرن العشرين هذه، كانت تعتبر مدمرة عن غير قصد لمصايد الأسماك وتؤثر على الملايين، إن لم يكن المليارات من الناس الذين يعتمدون على المحيط للحصول على الغذاء.

## نبذة
الاعتقاد في فرضية «الشتاء النووي» شائع ومناقش بشدة، فإن مسألة الاختلال المحتمل للإمدادات الغذائية من آثار الانفجار والتداعيات التي تعقب الحرب النووية أقل إثارة للجدل. تمت كتابة العديد من الكتب حول قضية الإمدادات الغذائية، بما في ذلك الحماية من السقوط، ومهارات البقاء على قيد الحياة، وهل ترث الحشرات الأرض وغيرها من الموضوعات التي تهم أولئك الذين يقلقون بشأن الحرب النووية، وآخرها الشتاء النووي القاسي وتأثير المذنبات.

## الدراسات
تشمل الدراسات الرسمية التركيز على التنظيم والزراعة وعلم البيئة الإشعاعية على التغذية في بيئة ما بعد الهجوم من قبل مؤسسة راند واستمرارية الخطط الحكومية لمنع المجاعة في إعادة التنظيم بعد الهجوم النووي، وبقاء السكان الذين تم إعادة توطينهم في الولايات المتحدة بعد هجوم نووي، من أهم تلك الدراسات للعالم يوجين ويغنر الحائز على جائزة نوبل.